# Sibylle Rauch
Sibylle Rauch (* 14. června 1960 , Mnichov), pravým jménem Erika Roswitha Rauch je německá pornoherečka. Žila v Bavorsku a občas se vyskytovala v erotických show a v televizních zprávách, v současné době době (2014) žije ve Vídni.

## Kariéra
Vystupovala v německých filmech pro dospělé. Má sestru, Sylvii Rauch (* 20. května 1962), s níž hrála často společně. Poprvé se uvedla v roce 1979 jako Playmate měsíce června v německém vydání časopisu Playboy. Od roku 1980 do roku 2000 vystupovala ve více než 20 filmech pro dospělé. Aby udržela krok navzdory svému věku se svými mladšími kolegyněmi, nechala si během celé své kariéry několikrát zvětšit prsa. Koncem roku 1990 vyústila její závislost na kokainu v pokus o sebevraždu. V září 1997 její filmová kariéra skončila.

## Zajímavosti
V roce 2001 byl televizí "Zweiteiler" natočen film Hříšná dívka, který byl inspirován životním příběhem Sibylle Rauch. Její postavu hrála Anna Loos. V roce 2005 si zahrála vedlejší roli v komedii Princ Wanne-Eickel.